# ميتسوبوشي كلرز
ميتسوبوشي كلرز (باليابانية: 三ツ星カラーズ،، بالروماجي: Mitsuboshi Karāzu) تعني (نجوم كلرز الثلاثة)، سلسلة مانغا يابانية من تأليف ورسوم «كاتسووه»، بدأت بالصدور عام 2014 في مجلة كوميك دينغيكي دايوه الشهرية عن دار نشر ASCII لأعمال الإعلام، كما تم إنتاج أنمي تلفزيوني لها من إخراج «تومويوكي كاوامورا» وإنتاج إستوديو سيلفر لينك عُرض ما بين يناير ومارس من عام 2018.

## القصة
تدور أحداث المانغا في بلدة أوينو حول ثلاث فتيات مدرسة إبتدائية وهنَّ: يوي وساتشان وكوتوها، يعملن كفريق ويطلقن على أنفسهنّ اسم «كلرز» للقيام بأعمال مختلفة وحماية السلام في بلدتهن من وجهة نظرهن.

## الشخصيات
يوي أكاماتسو (赤松 結衣، Akamatsu Yui)
أداء صوتي: يوكي تاكادا
قائدة الفريق، خجولة جداً.
ساكي كيسيه (ساتشان) (黄瀬 沙希 (さっちゃん)، Kise Saki)
أداء صوتي: ماريكا كونو
فتاة نشيطة جداً وتاتي بأفكار مجنونة.
كوتوها أوياما (青山 琴葉، Aoyama Kotoha)
أداء صوتي: ناتسومي هيؤكا [الإنجليزية]
فتاة مسترخية وبشخصية سادية، تلعب ألعاب الفيديو دائماً إلا انها لا تجيدها.
سايتو (斎藤، Saitō)
أداء صوتي: أتسوشي تامارو [الإنجليزية]
رجل شرطة يعمل على مراقبة البلدة، يعارض فرق كلرز دائماً.
دايغورو كوجيراوكا (鯨岡 大吾郎، Kujiraoka Daigorō)
أداء صوتي: تيشو غيندا
رجل كبير بالسن تطلق عليه الفتيات لقب "الأب" (おやじ، Oyaji)، يدير محل «مصنع الحوت» للأغراض العامة ودائماً ما يصنع أشياء مختلفة تلهو بها الفتيات، يظهر في كل مرة وهو يرتدي نظارات غريبة من نوعها.
ساوري كيسيه (黄瀬 沙織، Kise Saori)
أداء صوتي: كاوري نازوكا
والدة «ساتشان» تدير محل للفواكه.
نونوكا ساساكي (笹木 ののか، Sasaki Nonoka)
أداء صوتي: أياكا أساي
فتاة مدرسة ثانوية، يطلقون عليها لقب «نونو»
موموكا ساساكي (笹木 ももか، Sasaki Momoka)
أداء صوتي: هيساكو توجو [الإنجليزية]
شقيقة «نونوكا» الكبرى، تلقب «موكا».
سوبارو (すばる، Subaru)
أداء صوتي: مانامي نوماكورا
زميلة «نونوكا» في المدرسة، تعمل في الكثير من الوظائف المختلفة بدوام جزئي.

## إعلام

### مانغا
صدر الفصل الأول من سلسلة المانغا الأصلية من تأليف «كاتسووه» في مجلة كوميك دينغيكي دايوه الشهرية التابعة لدار نشر ASCII لأعمال الإعلام في عام 2014، وإنتهت بمجمل 72 فصل في يونيو 2020، جمعت المانغا في 8 مجلدات تانكوبون.

#### قائمة المجلدات
| م. | تاريخ الإصدار الياباني | ردمك الياباني       |
| -- | ---------------------- | ------------------- |
| 1  | 24 أبريل 2015          | ISBN 978-4048693073 |
| 2  | 26 يناير 2016          | ISBN 978-4048656511 |
| 3  | 27 أكتوبر 2016         | ISBN 978-4048924276 |
| 4  | 27 يوليو 2017          | ISBN 978-4048929783 |
| 5  | 26 فبراير 2018         | ISBN 978-4048936408 |
| 6  | 25 ديسمبر 2018         | ISBN 978-4049122343 |
| 7  | 26 أكتوبر 2019         | ISBN 978-4049128338 |
| 8  | 27 أغسطس 2020          | ISBN 978-4049133981 |

### أنمي
أعلن في حدث «كوميك دينغيكي 2017» يوم 12 مارس 2017 عن إنتاج أنمي تلفزيوني لهذه المانغا، عمل على الأنمي أستوديو سيلفر لينك بإخراج «تومويوكي كاوامورا» ونصوص «شوجي ياسوكاوا»، تصميم الشخصيات من قبل «تاكومي يوكوتا»، وألحان الموسيقى من قبل «ميتشيرو».
أغنية مقدمة الأنمي بعنوان "إعتمد على قوة كلرز" (カラーズぱわーにおまかせろ، Colors Power ni Omakasero)، وأغنية النهاية "أعجوبة كلرز☆لا شيء غريب اليوم أيضاً" (ミラクルカラーズ☆本日も異常ナシ، Miracle Colors☆Honjitsu Mo Ijō Nashi)، كِلا الأغنيتين من أداء مؤديات أصوات الشخصيات الثلاثة الأساسيات تحت اسم «كلرز☆سلاش».
بدأ عرض الأنمي المتكون من 12 حلقة في 7 يناير وإنتهى في 25 مارس 2018.

#### قائمة الحلقات
| ر. الإجمالي  | العنوان                   | العنوان الياباني         | روماجي                      | تاريخ العرض الأصلي |
| ------------ | ------------------------- | ------------------------ | --------------------------- | ------------------ |
| 1            | «كلرز»                    | カラーズ                 | Karāzu                      | 7 يناير 2018       |
| 2            | «غميضة»                   | かくれんぼ               | Kakurenbo                   | 14 يناير 2018      |
| 3            | «تشوكابورو»               | チュカブル               | Chukaburu                   | 21 يناير 2018      |
| 4            | «مهرجان الصيف»            | 夏祭り                   | Natsumatsuri                | 28 يناير 2018      |
| 5            | «حديقة الحيوان»           | どうぶつえん             | Dōbutsuen                   | 4 فبراير 2018      |
| 6            | «اجتماع تحديد نقاط الضعف» | 弱点さがし会ぎ           | Jakuten Sagashi Kaigi       | 11 فبراير 2018     |
| 7            | «خدعة أم حلوى»            | トリック・オア・トリート | Torikku oa Torīto           | 18 فبراير 2018     |
| 8            | «المتحف»                  | はくぶつかん             | Hakubutsukan                | 25 فبراير 2018     |
| 9            | «ساتشان عملة واحدة»       | ワンコインさっちゃん     | Wan Koin Satchan            | 4 مارس 2018        |
| 10           | «هطول ثلج غزير»           | 雪すぎる                 | Yuki Sugiru                 | 11 مارس 2018       |
| 11           | «غميضة فائقة»             | ハイパーかくれんぼ       | Haipā Kakurenbo             | 18 مارس 2018       |
| 12 (الأخيرة) | «كلرز البلدة والناس»      | カラーズと街とひとびと   | Karāzu to Machi to Hitobito | 25 مارس 2018       |